# 大众汽车竞技场
大众汽车竞技场是一座位于德国沃尔夫斯堡的多用途体育场，也是德甲球队沃尔夫斯堡足球俱乐部的主场。

## 历史
1997年沃尔夫斯堡足球俱乐部升入德甲后，由于陈旧的VfL体育场不能满足需要，新体育场的建设提上日程。2002年12月13日，造价5300万欧元的大众汽车竞技场建成，成为沃尔夫斯堡足球俱乐部的新主场。12月14日，举办了首场足球比赛，沃尔夫斯堡在主场迎战斯图加特。当赛季后半段，沃尔夫斯堡的上座人数明显提高。
2003年6月1日，首次举办国际赛事，德国以4-1战胜了加拿大。
2016年12月至2017年1月，竞技场安装了LED移动照明系统，也是德甲俱乐部的主场中第一个安装的。LED照明系统能提供2220勒克斯的亮度。

## 看台
大众汽车竞技场有两层看台，提供22000个坐席和8000个站席，站席也可转换为4000个座位。竞技场有80个轮椅席，和16个盲人席（比赛中为盲人提供语音直播）。客队球迷区包括1886个坐席和900个站席。